# Radouane Mrabet
 (novembre 2021).
La mise en forme du texte ne suit pas les recommandations de Wikipédia : il faut le « wikifier ».
Les points d'amélioration suivants sont les cas les plus fréquents :
- Les titres sont pré-formatés par le logiciel. Ils ne sont ni en capitales, ni en gras.
- Le texte ne doit pas être écrit en capitales (les noms de famille non plus), ni en gras, ni en italique, ni en « petit »…
- Le gras n'est utilisé que pour surligner le titre de l'article dans l'introduction, une seule fois.
- L'italique est rarement utilisé : mots en langue étrangère, titres d'œuvres, noms de bateaux, etc.
- Les citations ne sont pas en italique mais en corps de texte normal. Elles sont entourées par des guillemets français : « et ».
- Les listes à puces sont à éviter, des paragraphes rédigés étant largement préférés. Les tableaux sont à réserver à la présentation de données structurées (résultats, etc.).
- Les appels de note de bas de page (petits chiffres en exposant, introduits par l'outil «  Source ») sont à placer entre la fin de phrase et le point final[comme ça].
- Les liens internes (vers d'autres articles de Wikipédia) sont à choisir avec parcimonie. Créez des liens vers des articles approfondissant le sujet. Les termes génériques sans rapport avec le sujet sont à éviter, ainsi que les répétitions de liens vers un même terme.
- Les liens externes sont à placer uniquement dans une section « Liens externes », à la fin de l'article. Ces liens sont à choisir avec parcimonie suivant les règles définies. Si un lien sert de source à l'article, son insertion dans le texte est à faire par les notes de bas de page.
- La présentation des références doit suivre les conventions bibliographiques. Il est recommandé d'utiliser les modèles {{Ouvrage}}, {{Chapitre}}, {{Article}}, {{Lien web}} et/ou {{Bibliographie}}. Le mode d'édition visuel peut mettre en forme automatiquement les références.
- Insérer une infobox (cadre d'informations à droite) n'est pas obligatoire pour parachever la mise en page.

Pour une aide détaillée, merci de consulter Aide:Wikification.
Si vous pensez que ces points ont été résolus, vous pouvez retirer ce bandeau et améliorer la mise en forme d'un autre article.
Radouane Mrabet, (en arabe : رضوان مرابط), est un universitaire marocain né le 31 juillet 1963 à Oujda. Enseignant-chercheur et ingénieur d'état de l'école Mohammadia d'ingénieurs, il a été nommé Président de l'université Sidi Mohamed Ben Abdellah de Fès, le 21 juin 2018 par le conseil du gouvernement du roi Mohammed VI.

## Biographie
Professeur Radouane Mrabet, (en arabe : رضوان مرابط), né le 31 juillet 1963 à Oujda, il est nommé président de l'université Sidi Mohamed Ben Abdellah de Fès, le 21 juin 2018 par le conseil du gouvernement de Sa Majesté le roi Mohammed VI,,,,,
Il a obtenu son doctorat d’État en juin 1995 de l’université libre de Bruxelles, dans le domaine des réseaux de communication. Il a reçu, en 1987, un diplôme des études approfondies de l’université Pierre-et-Marie-Curie (Paris-VI), dans le domaine des systèmes informatiques. Et en 1986, le diplôme d’ingénieur d’État de l’École Mohammadia d’ingénieurs, également dans le domaine des systèmes informatiques,.
Il a démarré sa carrière comme maître assistant à l’École supérieure de technologie de Fès (entre novembre 1987 et septembre 1990). Il a continué son parcours professionnel à l’École nationale supérieure d’informatique et d’analyse des systèmes (ENSIAS) depuis juillet 1996 jusqu’en juin 2018.
Il a également été directeur de l'École nationale supérieure d'informatique et d'analyse des systèmes, une école d'ingénieurs spécialisée en informatique, entre novembre 2007 et décembre 2010. Il est l'ancien président de l'université Mohammed V - Souissi (du décembre 2010 à août 2014. Et président de l’Internet Society Morocco Chapter depuis le 9 décembre 2017. Internet Society Morroco est une association marocaine à but non lucratif, crée en novembre 1995, elle a pour vocation d'assister les organisations pour implémenter, faire évoluer et sécuriser leurs infrastructures internet.
Il a aussi décroché un poste en tant que membre du Conseil national de coordination de l'enseignement supérieur depuis juillet 2018, Il est membre du conseil d'administration de l'Université arabe Naif des sciences de la sécurité et du conseil d'administration du Centre d'éthique dans l'enseignement supérieur et la recherche scientifique de la Fédération des universités du monde islamique depuis janvier 2019.
Il est Directeur de la Chaire UNESCO Formation Tout au Long de la Vie (depuis le 8 décembre 2021), et Membre du conseil exécutif de l'association des universités arabes (depuis janvier 2021), et membre de la commission ministérielle chargé du système d'information global et intégré de l'enseignement supérieur (depuis le 6 décembre 2021).
Il est le fondateur de plusieurs centres communs de l’université Mohammed V - Souissi : le Centre E-learning, le Centre de Formation et d’Expertise pour l’Entreprise, et le Centre d’Innovation et d’Incubation,, et Il est aussi le fondateur du Collège des Sciences Humaines et Sociales, 1er think tank institutionnel de l’université Mohammed V - Souissi,.
Il est aussi vice-président de la fondation « Esprit de Fès », depuis début 2020, l’organisateur officiel du Festival de Fès des musiques sacrées.

## Articles
- Khabbache, H., Ouaziz, K., Bragazzi, N.L., Alaoui, Z.B., Mrabet, R. “Thinking about what the others are thinking about: An integrative approach to the mind perception and social cognition theory » Cosmos and History, 2020, 16(2), pp. 266–295.
- Khabbache, H., Ouazizi, K., Bragazzi, M.L., Watfa, A.A., Mrabet, R. « Cognitive development: Towards a pluralistic and coalitional model », Cosmos and History, 2020, 16(2), pp. 245–265.
- Houda Elkoubaiti et Radouane Mrabet, « Key elements of educational augmented and virtual reality applications », Smart Innovation, Systems and Technologies, 2019, 111, pp. 100–105.
- Oumarou Halidou et Radouane Mrabet, « DiffServ over WiMAX network simulation testbed », The International Journal of Computer Networks and Communications Security (IJCNCS), pp 278-283, Volume 1 numéro 6 novembre 2013.
- Tariq Ech-Chaitami, Radouane Mrabet, Hassan Berbia, “Interoperability of LoWPANs Based on the IEEE802.15.4 Standard through IPV6”, IJCSI International Journal of Computer Science Issues, pp 315-323, Vol. 8, Issue 2, March 2011.
- Radouane Mrabet et Btissam Boutaleb, "Toward a new classification of distance learning applications", Journal Marocain d’Automatique, d’Informatique et de Traitement de Signal, pp. 61-72, Janvier 2004, Numéro spécial ITHET03 – Télé-enseignement (Cet article a été retenu parmi les meilleurs communications de la conférence ITHET03).
- Atika Cohen et Radouane Mrabet, “An Environment for Modelling and Simulating Communication Systems: Application to a System Based on a Satellite Backbone”, International Journal of Satellite Communications, pp. 147-157, Volume 13, Numéro 3, Mai-Juin 1995.

## Livres
- Hamid Bouabid et Radouane Mrabet, “Coopération scientifique et co-publications : le cas de l’Université Mohammed V-Souissi”, Chapitre 7 du livre intitulé « La recherche scientifique au Maroc et son internationalisation », Pages : 181-200, Edition Universitaires Européennes, Saarbrücken, Allemagne, 2017.  (ISBN 978-3-330-86537-2).
- Atika Cohen et Radouane Mrabet, “Reusability Techniques for Building a Simulation Environment and Modeling Communication System”, chapitre publié dans le livre intitulé “The State-of-the-art in Performance Modeling and Simulation: Computer and Communication Networks”, Pages: 39 – 57, Gordon and Breach Science Publishers, Inc. Newark, NJ, USA, 1999.  (ISBN 90-5699-596-0).

## Prix de mérite
- Titre Professeur Émérite décerné par l'Université Mohammed V de Rabat pour les qualités humaines, l’expertise avérée et l’engagement exemplaire, et en reconnaissance de la précieuse contribution au rayonnement et à la notoriété de l’université, 21 décembre 2017.
- Prix Arabe d’excellence professionnelle 2020 décerné par le secrétariat général des prix G2T Global Awards, 27 novembre 2020.
- Prix d’excellence 2020 des 100 personnalités actives dans la société décerné par le Centre des Afak des études culturelles Maroc-Yémen.
- Prix de mérite remis par la Princesse Lalla Salma pour les actions et activités réalisées en tant que Directeur de l’ENSIAS, 5 décembre 2012.